# Веперець
Веперец (словац. Veperec) — річка в Словаччині; права притока Штявниці довжиною 18 км. Протікає в округах Левиці і Крупіна.
Витікає в  масиві Штявницькі гори на висоті 430 метрів.  Впадає Трстянський потік. Протікає територією сіл Судовці; Гонтянські Моравці і Гоковці.
Впадає в Штявницю на висоті 132 метри.